# Glyptotherium
Glyptotherium is een geslacht van uitgestorven gordeldierachtigen uit de familie Chlamyphoridae. Dit geslacht leefde tijdens het Plioceen en Pleistoceen.

## Beschrijving
De grootste soorten hadden het formaat van een kleine auto: drie tot vier meter lang, circa 1.5 meter hoog en een en twee ton zwaar. Hun grote koepelvormige rugpantser bestond uit meer dan duizend 2.5 centimeter dikke osteodermen en was bij de randen flexibeler. Daarnaast zaten ook op de bovenzijde van de kop botplaatjes en ringvormige botplaatjes om de staart. De osteodermen hebben een hexagonale vorm en vallen stevig in elkaar. In de osteodermen zaten haarfollikels met daarin stevige haren voor tastzin. Iedere soort heeft zijn karakteristieke osteodermen wat betreft patroon en type. Gezien het zware pantser was een goede ondersteuning noodzakelijk en Glyptotherium had dan ook gefuseerde wervels, een stevig bekken, een brede schoudergordel en korte, stevige poten. Glyptotherium had niet het massieve staartuiteinde met punten dat Doedicurus kenmerkte. De lichaamsbouw maakte Glyptotherium tot een traag dier. Glyptotherium had een plat gezicht met sterke spieraanhechtingen rondom de neus met een onduidelijke functie – mogelijk had het een kleine slurf zoals die van een tapir. Het waren grazers en ze hadden grote maalkiezen en krachtige kaakspieren voor het kauwen van grassen en andere taaie planten. Fossielen van Glyptotherium worden regelmatig samen gevonden met de resten van capibara's, wat wellicht aangeeft dat Glyptotherium leefde in waterrijke gebieden. De brede poten voorkwamen dat Glyptotherium wegzakte in de modder, terwijl sterke klauwen het in staat stelden planten en wortels uit te graven. Ondanks hun pantser was Glyptotherium niet onkwetsbaar – een gevonden schedel van een jong dier heeft een paar ellipsvormige gaten aan de bovenzijde die overeenkomen met de vorm van de tanden van een grote katachtige.

## Soorten
Glyptotherium ontstond tijdens het Plioceen in Noord-Amerika uit een zuidelijke migrant en migreerde in het Pleistoceen terug naar het zuiden tot aan Venezuela en Brazilië. G. arizonae leefde van het Laat-Blancan tot het Vroeg-Irvingtonian en het was met een gewicht van meer dan een ton de grootste soort uit het genus. G. texanum verscheen in het Vroeg-Pleistoceen en het was een relatief kleine soort met een gewicht van ongeveer 250 kilogram. G. floridanum leefde in het Rancholabrean. Deze soort onderscheidde zich van G. arizonae door osteodermen die een derde kleiner en anders van vorm zijn.

## Vondsten
Fossiele vondsten van Glyptotherium zijn met name gedaan in de zuidelijke Verenigde Staten (Arizona, New Mexico, Texas, Oklahoma, South Carolina, Florida). In Costa Rica zijn van voorgenoemde drie soorten kiezen en osteodermen gevonden. Elders in Midden-Amerika is Glyptotherium bekend uit El Salvador (G. arizonae), Honduras (G. floridanum) en Panama (G. floridanum). Ook in Mexico is fossiel materiaal van Glyptotherium gevonden.